# Electrophaes euryleuca
Electrophaes euryleuca là một loài bướm đêm trong họ Geometridae.